# Keiko Fujimori
Keiko Sofía Fujimori Higuchi (Lima, 25 de mayo de 1975) es una administradora y política peruana de ascendencia japonesa. Es líder del partido Fuerza Popular y ha sido tres veces candidata presidencial con presencia en la segunda vuelta en todas las ocasiones. Es la hija mayor del expresidente Alberto Fujimori, bajo cuyo mandato fue primera dama del Perú de 1994 a 2000 tras la destitución de su madre, Susana Higuchi.
Después de graduarse de la escuela secundaria en Perú, se mudó a los Estados Unidos y comenzó a estudiar administración de empresas en la Universidad de Stony Brook. En medio de la separación de sus padres, Keiko regresó a Perú y se convirtió, en agosto de 1994, en la primera dama del país, acompañando a su padre en actos protocolares. Abandonó sus estudios en la Universidad de Stony Brook y posteriormente comenzó a estudiar en la Universidad de Boston. En el 2001 Vladimiro Montesinos declaró que había financiado los estudios de Keiko Fujimori en el extranjero, sin embargo, el Ministerio Público en el año 2010 archivó la investigación al no lograr encontrar pruebas que acrediten los dichos de Montesinos. 
La carrera política de Fujimori se ha caracterizado por su alineamiento con el fujimorismo, una ideología política centrada en las políticas de su padre, incluidas las estrategias económicas neoliberales y la mano dura contra la delincuencia. Fue elegida miembro del Congreso de Perú en 2006 y se convirtió en la líder de Fuerza Popular en 2010. A pesar de su gran influencia política, su carrera se ha visto empañada por múltiples polémicas, entre ellas acusaciones de corrupción relacionadas con el escándalo de Odebrecht y acusaciones de vínculos con el narcotráfico. Fujimori también fue encarcelada en múltiples ocasiones durante procesos judiciales relacionados con acusaciones de blanqueo de dinero.
Fujimori se presentó sin éxito a las elecciones presidenciales de 2011, 2016 y 2021, en las que pasó a la segunda vuelta, pero fue derrotada por rivales como Ollanta Humala, Pedro Pablo Kuczynski y Pedro Castillo. Las campañas de Fujimori han invocado a menudo el legado de su padre; se ha enfrentado a reacciones negativas por su defensa al mismo, en particular en relación con los abusos de los derechos humanos y las acciones autoritarias durante su presidencia, como las esterilizaciones forzosas de mujeres indígenas y las ejecuciones extrajudiciales.
Su liderazgo en Fuerza Popular ha estado marcado por divisiones internas y escándalos, incluidas acusaciones de que su partido facilitó la destitución del presidente Martín Vizcarra en 2020, lo que desató protestas en todo el país. Fujimori también ha sido criticada por su ausencia en las sesiones del Congreso durante su mandato como legisladora, así como por su estrecha relación con figuras del corrupto gobierno de su padre. A pesar de haber prometido no indultar a su padre en campañas anteriores, más tarde cambió de postura. Su conexión con el gobierno de su padre sigue siendo un factor de polarización en la política peruana, lo que ha fomentado una fuerte oposición, conocida como antifujimorismo, que ha desempeñado un papel importante en sus derrotas electorales.

## Primeros años, educación, carrera y familia

### Primeros años y educación
Keiko Sofía Fujimori Higuchi nació el 25 de mayo de 1975 en el distrito de Jesús María de Lima, la capital del Perú. Es la hija mayor de Alberto Fujimori y Susana Higuchi, ambos descendientes de inmigrantes japoneses. Además de ella, sus padres tuvieron otros tres hijos: Hiro Alberto (nacido en diciembre de 1976), Sachi Marcela (nacida en marzo de 1979) y Kenji Gerardo (nacido en mayo de 1980). Keiko y sus hermanos estudiaron en el colegio Sagrados Corazones Recoleta, una institución educativa privada administrada por la Iglesia Católica. En esta escuela, asistió a la educación primaria y secundaria. En 1990, su padre fue elegido presidente. 
Tras el autogolpe de su padre, Fujimori se graduó de secundaria y viajó a Estados Unidos en 1993 para cursar una licenciatura en Administración de Empresas en la Universidad de Stony Brook. El costo de los estudios de Fujimori y sus hermanos en Estados Unidos, estimado en unos 918.000 dólares en total, habría sido financiado por el jefe de hecho del Servicio de Inteligencia Nacional (SIN), Vladimiro Montesinos. Su secretaria, Matilde Pinchi Pinchi, dijo que Keiko recibía dinero personalmente en las instalaciones del SIN, mientras que el general Julio Salazar viajaba a Nueva York para entregar fondos en ocasiones.La Prensa informaría luego que se creó una fundación en Panamá, que recibió transferencias bancarias de la cuenta de Montesinos y pagó los estudios de Fujimori en la Universidad de Boston. En mayo de 1997, Fujimori se graduó en Administración de Empresas.

### Primera dama del Perú (1994-2000)
En 1994, la madre de Keiko Fujimori acusó a su esposo de intentar silenciarla, torturarla y denunció esquemas de corrupción dentro del gobierno. Alberto, por su parte, se defendió y rechazó las acusaciones argumentando que su entonces cónyuge era «inestable». Alberto y Susana se separaron ese mismo año, despojando a la última de su título protocolar. Con esto, Keiko regresó a su país e interrumpió sus estudios en Stony Brook, y, el 23 de agosto de 1994, se convirtió en la primera dama, convirtiéndose en la primera dama más joven del continente americano. Junto a sus deberes simbólicos, como acompañar a su padre en compromisos públicos, también dirigió la Fundación para la Infancia y la Fundación Cardioinfantil del Perú, que ella fundó en marzo de 1996 para operar a niños con cardiopatías congénitas.
En mayo de 1997, completó sus estudios en la Universidad de Boston, donde recibió un bachiller en administración de empresas. Durante su permanencia en esta universidad, que comenzó en julio de 1995, simultáneamente cumplió con sus obligaciones como estudiante y como primera dama. Durante los siguientes tres años, pudo cumplir con sus funciones protocolares y acompañó a su padre en varios viajes, representando al país en conferencias celebradas en Santiago, Ottawa y Cartagena de Indias. Como primera dama, atravesó tres polémicas principales que la criticaron: la acusación de desvío de ropa donada a la caridad por los japoneses, que luego fue presentada por la Corte Suprema; el de tener habitaciones en el Palacio de Gobierno pintadas de rosa; y lo que fue visto por sus opositores como una falta por no defender a su madre cuando denunció que la acosaba y perseguía el presidente. En relación con esta última controversia, Keiko se defendió alegando que las supuestas torturas contra su madre eran «leyenda». Posteriormente la madre e hija se reconciliaron en 2004, Susana dijo que le pidió a Keiko que se convirtiera en la primera dama del país y la apoyó en sus campañas electorales.
En 1998, cuando Alberto intentó postular una nueva reelección, Keiko se declaró en contra de la iniciativa del padre, al firmar un documento elaborado por la oposición. Luego, declaró: «Como hija preferiría que mi padre descansara, pero como ciudadana creo que el país lo necesita». Sin embargo, Keiko ayudó a su padre a presentarse a la reelección en abril de 2000, lo que ya había hecho en la campaña de 1995. Además, quiso atribuir a la oposición como responsables de actos vandálicos durante la Marcha de los Cuatro Suyos. En noviembre de 2000, Alberto huyó a Japón, cuando viajaba a Brunéi y dimitió como presidente en medio de un escándalo de corrupción que hizo insostenible su gobierno. En ese momento, Keiko le pidió a su padre que no renunciara y regresara a Perú para defenderse. Este finalmente fue vacado por el Congreso, obligando a Keiko Sofía abandonar Casa de Pizarro el 21 de noviembre de 2000. En agosto de 2001, viajó a Tokio para encontrarse con su padre, que tenía doble ciudadanía, lo que provocó que Japón rechazara las solicitudes para extraditarlo. Posteriormente, el expresidente se trasladó a Chile con la intención de regresar al Perú y postularse nuevamente como candidato a la presidencia.

### Investigaciones, educación continua, matrimonio y familia
En enero de 2001, la «Comisión Montesinos», integrada por congresistas para investigar la red de corrupción, involucró a Fujimori por presunta corrupción. La comisión presentó pruebas consistentes de que los estudios en el extranjero para Keiko y sus hermanos se pagaron con dinero no declarado a las autoridades fiscales. Vladimiro Montesinos, uno de los principales asesores de su padre, dijo que esos recursos provienen de fondos del Servicio Nacional de Inteligencia. Durante las audiencias en las que fue escuchada, Keiko aseguró que sus estudios habían sido financiados legalmente, con recursos familiares de la venta de una propiedad. A diferencia de los miembros de su familia que huyeron del país para escapar de la justicia, ella permaneció en Perú y colaboró con las autoridades. La Comisión Waisman terminó sin acusar penalmente a Keiko y sus hermanos. Una década después, un fiscal reabrió el caso, que fue cerrado por el Ministerio Público. En total, el Congreso abrió ocho comisiones de investigación sobre el caso, pero ninguna concluyó que hubo un delito. Similar ocurrió con el caso de donación de ropa para el fenómeno del Niño en 1997, en que el Vigésimo Séptimo Juzgado Penal de Lima absolvió la denuncia en 2004.
En 2002 viajó a Nueva York con la intención de estudiar en la Universidad de Columbia. Además de continuar sus estudios, el cambio también significó sacarla del foco de los medios peruanos. Durante este período, se convirtió en socia de Summit Products, un exportador de productos naturales y aromaterapia cultivados y producidos en Perú. Fue accionista de esta empresa hasta 2008.
En Nueva York, Keiko conoció a Mark Vito Villanella, un estadounidense de Berkeley Heights de ascendencia italiana nacido en 1976. Se casaron el 13 de julio de 2004 en una boda católica celebrada en el distrito de Miraflores y administrada por la arzobispo Juan Luis Cipriani Thorne. Después de la boda, regresaron a Nueva York, donde Keiko comenzó una maestría en administración de empresas (MBA) en la Columbia Business School de la Universidad de Columbia. En ese momento, no tenía ninguna intención de regresar a su país y tener una carrera profesional allí. Sin embargo, la pareja regresó a Perú, donde Villanella obtuvo la ciudadanía peruana y se convirtió en propietario de una empresa de bienes raíces. La primera hija de la pareja, Kyara Sofía, nació en 2007 y la segunda, Kaori Marcela, en 2009. Tenían su residencia en el distrito de Santiago de Surco.
Desde 2018, Fujimori estuvo siendo investigada por el Caso Cocteles. El 21 de junio de 2022, Fujimori anunció a través de sus redes sociales el fin de su matrimonio con Vito, quien también estuvo involucrado en ese caso. En 2024, fue citada a juicio.

## Congresista (2006-2011)
Durante la década en la que estuvo en el poder, Alberto Fujimori logró estabilizar la economíagracias a medidas indicadas por el FMI y cuando el GEIN, sin participación directa de Fujimori, derrotó al grupo terrorista Sendero Luminoso. Sin embargo, su legado estuvo marcado por aspectos negativos: un alto nivel de corrupción, considerándose uno de los gobiernos más corruptos de la historia del país; violaciones de derechos humanos; y el autogolpe de 1992. Después de su arresto en Chile en noviembre de 2005, se le impidió postularse para la presidencia de Perú, así como se le negó su alianza a Sí Cumple. Por eso, Cambio 90 y Nueva Mayoría, asociaciones políticas que apoyaban al gobierno de Fujimori, constituyeron el 10 de diciembre la coalición Alianza por el Futuro. Con el expresidente legalmente prohibido de presidir el nuevo partido, Keiko fue registrada como presidenta a pesar de ser invitada y no como afiliada legal de la nueva organización política. En este contexto, regresó al país con la misión de defender las aspiraciones presidenciales de su padre y postularse al Congreso en las elecciones generales de 2006. Como admitió la propia Keiko, su candidatura fue idea de su padre.
El 6 de enero de 2006, Keiko logró incluir a la Alianza por el Futuro en el Registro de Organizaciones Políticas. En las elecciones legislativas de ese año, encabezó la lista de su partido. La candidatura de la alianza a la presidencia, encabezada por Martha Chávez Cossio y que tiene como primer vicepresidente a Santiago Fujimori, hermano de Alberto, quedó en cuarto lugar, con el 7,4 % de los votos. Keiko fue la congresista más votada ese año, con 602 869 votos, aun más del triple que la subcampeona, Mercedes Cabanillas; rompiéndose un récord entre las legisladoras más votadas hasta la fecha. La Alianza para el Futuro recibió 1,4 millones de votos en las elecciones legislativas, o el 13 % del total de votos válidos, eligió a trece congresistas y se convirtió en la cuarta fuerza política más grande del Congreso. En la noche de la primera vuelta, el 9 de abril, declaró: «Creo que gran parte del apoyo es porque soy hija de Alberto Fujimori, y obviamente soy la receptora del cariño y agradecimiento que la gente tiene por mi padre».
Con la elección de Alan García para la presidencia, Keiko formó parte del grupo de oposición en el Congreso. Adoptó un tono moderado en relación con García, quien tenía una minoría parlamentaria, e incluso insinuó que podía cooperar en determinadas políticas. En cualquier caso, Keiko y su bloque parlamentario apoyaron varios proyectos del gobierno del presidente aprista, como la infructuosa reforma del Código Penal que pretendía reintroducir la pena de muerte para los condenados por terrorismo. Posteriormente propuso restablecer la pena de muerte para violadores de menores y autores de robos.
En septiembre de 2007 organizó movilizaciones en apoyo de su padre, que estaba a punto de ser juzgado. A la prensa, dijo que confiaba en su absolución porque «no hay pruebas contundentes». Keiko tenía la tesis de que desconocía los delitos cometidos por Montesinos y otros funcionarios públicos. En diciembre de ese año, cuando el expresidente recibió su primera condena, consideró «injusto» el veredicto, resultado de «persecución política y judicial», y dijo que el Poder Judicial peruano «no inspira confianza». Al año siguiente sostuvo que si era elegida presidenta, su mano «no le temblaría» al firmar un indulto presidencial para su padre.
El 13 de enero de 2008, Keiko anunció la creación de un nuevo partido político, Fuerza 2011, que serviría para apoyar una candidatura a la presidencia en 2011, tanto de Alberto como de ella misma si al primero se lo impedía la ley. Como respuesta a esto, los partidos fundadores de la coalición fujimorista desaparecida, Cambio 90 y Nueva Mayoría, decidieron mantener su independencia organizativa.
En abril de 2009, Alberto fue nuevamente condenado, esta vez a veinticinco años de prisión por crímenes de lesa humanidad, más específicamente referidos a masacres que resultaron en 25 muertes. Antes del juicio, Keiko organizó una manifestación en apoyo de la inocencia de su padre, a la que asistieron 10 000 personas y donde impugnó la existencia de pruebas. Una vez más, atribuyó el resultado del juicio a la «venganza» contra el «mejor presidente que ha tenido el país». Una encuesta de opinión realizada en ese momento indicó que el 70 % de la población creía que el expresidente era culpable, mientras que el 27 % lo consideraba inocente. Al mismo tiempo, cuando fue considerada precandidata a la presidencia, las encuestas indicaron que tenía entre un 19 % y un 21 % de apoyo para las próximas elecciones presidenciales.
Keiko estuvo ausente en varias sesiones del Congreso. Durante este período tuvo dos hijas, lo que le obligó a tomar la baja por maternidad. Además, también se graduó por sus viajes al extranjero y para completar su maestría en la Universidad de Columbia. Según el diario La República, Keiko estuvo fuera del país 223 días entre agosto de 2006 y 2010 y acumuló quinientas ausencias hasta abril de 2011. Según el mismo diario, de las cuarenta y dos sesiones de la comisión de Economía, estuvo presente en siete. Los principales destinos de sus viajes fueron Chile (cinco veces) y Estados Unidos (diez veces), donde pasó casi cien días entre enero y mayo de 2008 para realizar su maestría. Por otra parte, en julio de 2008, la organización Reflexión Democrática la consideró la sexta mejor congresista entre el período 2007 a 2008.
Durante su mandato fue una discreta legisladora y portavoz del Grupo Parlamentario Fujimorista, cargo que fue posteriormente entregado al publicista Carlos Raffo Arce en 2008. De los poco más de veinte proyectos de ley propios, seis fueron aprobados. La mayoría de sus preposiciones estaban relacionadas con cuestiones judiciales y la reforma del Código Penal. Entre sus proyectos convertidos en ley se encuentran los que restringen los beneficios penitenciarios para quienes hayan cometido delitos graves y los que prevén severas restricciones para los reincidentes.

## Campañas presidenciales

### Elecciones generales de 2011
Después de recolectar un millón de firmas, Fuerza 2011 logró registrarse como partido el 9 de marzo de 2010, tras esto, el 19 de mayo próximo la fundadora lanzó oficialmente la nueva organización política ante un auditorio limeño junto a cuatro mil personas. El 7 de diciembre formalizó su candidatura a la presidencia durante una campaña en la localidad de la provincia limeña de Huaycán. Rafael Rey Rey, ministro de Defensa y miembro del partido conservador Renovación Nacional, fue candidato a la primera vicepresidencia, y Jaime Yoshiyama, exministro del gobierno de Alberto, a la segunda. Asimismo contrató al exalcalde de Nueva York Rudy Giuliani como asesor.

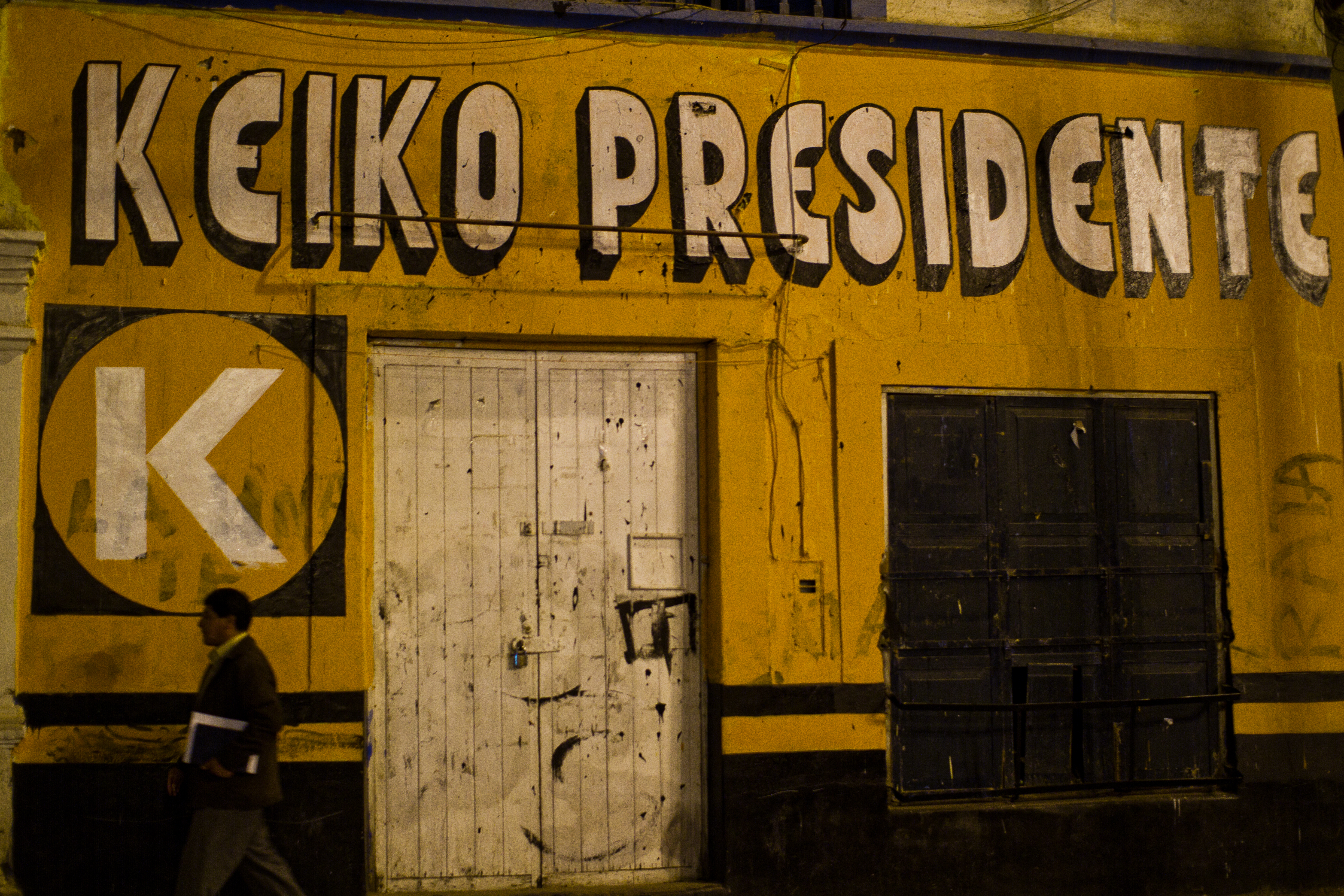
Fachada de un edificio que marca su apoyo a la candidatura presidencial de Keiko Fujimori en 2011.

Durante toda la campaña, Keiko defendió su propuesta de aplicar la pena de muerte a violadores y perpetradores, crear puestos de trabajo, reducir la pobreza, controlar las cuentas públicas, libre comercio, luchar contra el crimen, una «ofensiva contra la corrupción», mejorar la formación docente premiando a quienes se destacan, y creando mecanismos de evaluación de la calidad de la enseñanza. Su campaña también se basó en la defensa del gobierno de su padre. En opinión de la entonces candidata, este gobierno era el responsable de acabar con el terrorismo y estabilizar la economía. Sin embargo, buscó desvincularse de los escándalos que involucraron la presidencia de Alberto, tratando de acreditar a Montesinos por los delitos de violaciones a los derechos humanos y corrupción, y se comprometió a no perdonar a su padre, un poder constitucional del presidente de la República. También reconoció los «errores» y «excesos» cometidos durante el mandato de su padre, y recordó que se opuso a su tercera reelección en 2000.
Durante la campaña de la primera vuelta, Keiko se involucró en otra polémica cuando reconoció haber recibido donaciones económicas de personas presuntamente involucradas en el narcotráfico cuando se postuló para el Congreso en 2006. La entonces candidata admitió haber recibido diez mil dólares de dos mujeres condenadas que, según ella, fueron víctimas de persecución. También se involucró en la entrega de comida y otros bienes a cambio de votos, que fue organizada por simpatizantes.
En la primera vuelta, el 6 de junio, se clasificó para la segunda vuelta con Ollanta Humala, obtuvo 3,4 millones de votos, o el 23,5 % del total de votos válidos. Humala, un nacionalista de izquierda, obtuvo el 31,7 %. Pedro Pablo Kuczynski, exministro, ocupó el tercer lugar, seguido por el expresidente Alejandro Toledo y Luis Castañeda, exalcalde de Lima. Kuczynski y Castañeda declararon su apoyo a Keiko, mientras que Toledo apoyó a Humala. Con 37 congresistas, Fuerza 2011 se convirtió en el segundo partido político más grande del parlamento. Su hermano, Kenji Gerardo Fujimori, fue elegido congresista por Lima, fue el más votado a nivel nacional.
| «Yo soy consciente de que represento al fujimorismo y como tal tengo que reconocer y pedir perdón por estos errores y comprometerme a que nunca más estos errores y delitos se van a volver a cometer».—— Keiko Fujimori, durante la campaña de 2011. |

La segunda vuelta estuvo muy polarizada. Las encuestas indicaron un empate técnico hasta los últimos momentos de la campaña, que también estuvo marcado por el miedo que se habían alimentado Keiko y Humala entre sí. A juicio de Sinesio López, profesor de la Pontificia Universidad Católica del Perú, «Humala alimenta el miedo con su programa económico, que atemoriza a los empresarios. Keiko, a su vez, reaviva los temores por el regreso de la corrupción y las violaciones de derechos humanos ocurridas durante el gobierno de tu padre». Humala también generó oposición por ser visto como un candidato chavista con un sesgo autoritario. De esta forma, ambos fueron figuras polarizadoras, que tuvieron alrededor del 50 % de rechazo en las encuestas realizadas durante la primera ronda. Según el Barcelona Centre for International Affairs, ocho millones de personas, principalmente miembros de la clase media urbana y con orientación centrista, tendrían que elegir quién es el «mal menor» para el país.
Keiko recibió un mayor apoyo de la comunidad empresarial, las alas conservadoras, la prensa dominante, los profesionales liberales, los pequeños comerciantes, la iglesia y gran parte de la clase media de Lima. El 6 de junio fue derrotada por Humala, quien obtuvo 7 937 704 votos (51,49 %), contra sus 7 490 647 votos (48,51 %). La parlamentaria fujimorista admitió su derrota con casi el 90 % de las urnas despejadas y felicitó personalmente a Humala.

#### Post Campaña de 2011

Logo de Fuerza Popular. La «K» refiere a Keiko, presidenta del partido.

Luego de la derrota en 2011, Keiko comenzó a trabajar para postularse nuevamente a la presidencia en 2016, al mismo tiempo, se desempeñó como titular y empleadora de la organización sin fines de lucro Oportunidades - Instituto para el Desarrollo desde octubre de 2011 hasta febrero de 2013. Su estrategia comenzó con una revisión en su partido, que, el 29 de julio de 2012, empezó el cambio de nombre a Fuerza Popular, oficializado el 4 de enero de 2013. En su opinión, buscaba un nombre para el partido que «pudiera perdurar en el tiempo». El logotipo del grupo político, de color naranja y con una gran «K» (en referencia a Keiko), se mantuvo igual, además de mantenerse en el partido como su presidenta. El nuevo partido no presentó una declaración de principios ideológicos a las autoridades electorales, pero sus principales banderas mantuvieron el estilo del fujimorismo, que incluye la defensa de políticas económicas liberales, la estabilidad financiera y una rigidez en la seguridad. A pesar de esto, Keiko buscó sutilmente distanciarse del legado de su padre.
En octubre de 2012, Keiko y sus hermanos pidieron un indulto humanitario para su padre, quien, según la defensa, tenía problemas de salud. En la ocasión, declaró: «Vamos a entregar una carta al presidente Ollanta Humala para informarle que se ha realizado esta solicitud. Será una carta personal de los cuatro niños para informarle que se ha presentado el trámite». En junio de 2013, Humala denegó la solicitud, alegando que seguía las recomendaciones de un informe técnico que indicaba que el expresidente no padecía una enfermedad terminal y no padecía trastornos mentales graves o incurables. En enero de 2015, Fujimori fue nuevamente condenado, esta vez a ocho años por haber sido declarado culpable de malversación de fondos públicos utilizados para comprar tabloides para respaldar su reelección en 2000.
Entre 2011 y 2016, Keiko intentó fortalecer su partido, recorrió todo el país y buscó reducir su antivoto derivado del rechazo a Alberto Fujimori, que fue visto como el factor decisivo de su derrota en las elecciones presidenciales de 2011. También dio un jiro hacia el centro y se dedicó a renovar la asociación, que incluía destituir a exmiembros acusados de corrupción y acercarse a los jóvenes, asimismo, se registró como empleadora de su organización política desde 2013. Su base electoral permaneció en Lima y el centro del país. A pesar de que no cumplir con un cargo público que redujo su visibilidad, Keiko lideró todas las encuestas de opinión para la presidencia a lo largo de 2015, registrando más del 30 % de apoyo. Ella también se benefició de la crisis política y las acusaciones de corrupción contra Humala, que provocó que la popularidad del entonces presidente peruano cayera en picado al 20 %.

### Elecciones generales de 2016

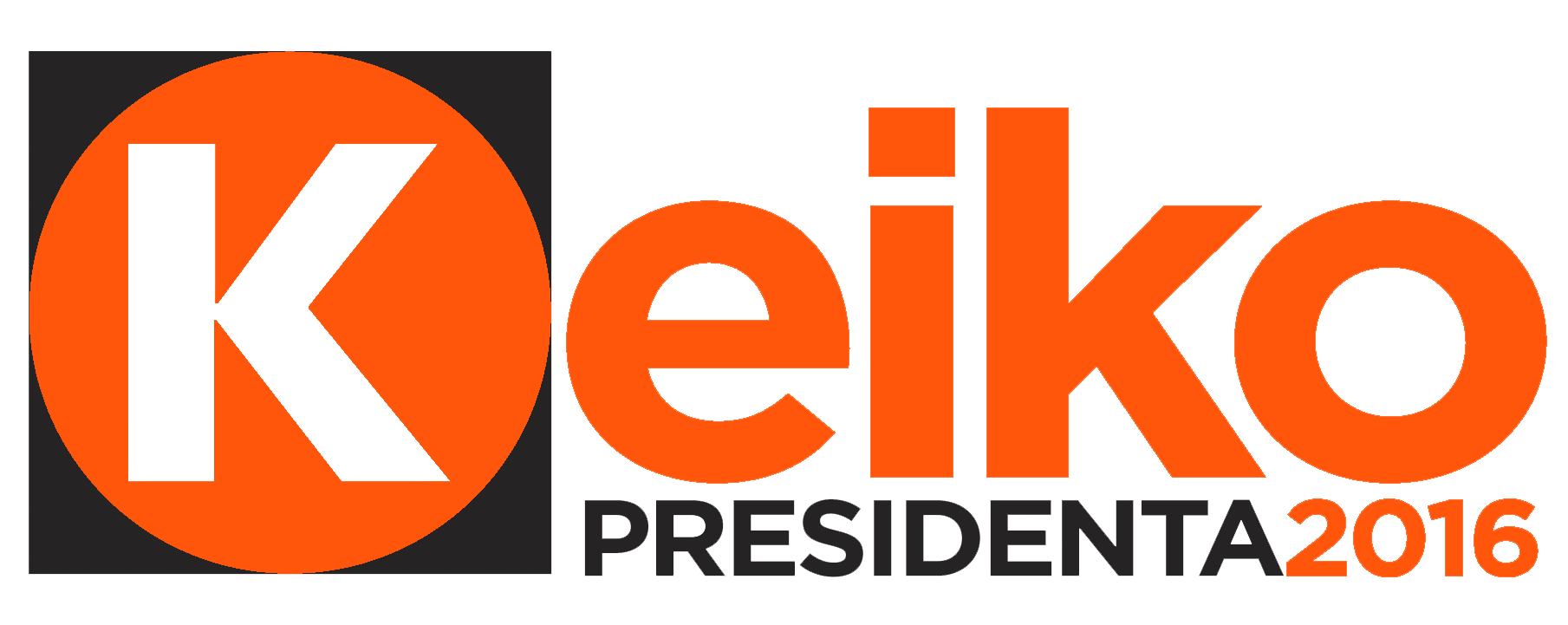
Material de campaña de Keiko para la presidencia en 2016.

El 4 de diciembre de 2015, Keiko anunció oficialmente su candidatura a la presidencia en las elecciones de 2016. Sus compañeros de fórmula fueron el exministro de Agricultura y Riego José Chlimper Ackerman para la primera vicepresidencia y Vladimiro Huaroc Portocarrero, exgobernador regional de Junín, por el segundo. Su plan de gobierno se basó en seis «pilares», entre los que defendió el fortalecimiento de las instituciones del estado de derecho, independencia de poderes, una protección efectiva de los derechos humanos, apoyo limitado de las fuerzas armadas a la fuerza policial, el libre mercado, recortes de impuestos, incentivos para las pequeñas empresas, el uso de fondos estatales de emergencia para reactivar la economía, la emisión de bonos del gobierno y la expansión de la electricidad e internet en las comunidades rurales.
En enero de 2016, había diecinueve candidatos a la presidencia. Sin embargo, a la fecha de la primera vuelta, nueve habían sido expulsados o se rindieron. César Acuña y Julio Guzmán, dos de los principales competidores, fueron excluidos de la disputa de la presidencia peruana por el Jurado Nacional de Elecciones. La candidatura de Acuña fue interrumpida porque dio valores monetarios a la gente durante la campaña y Guzmán fue retirado por cuestionamientos sobre la democracia interna de su partido. Keiko también fue blanco de acciones en el JNE, que pidió la exclusión de su candidatura por estar presente en un evento donde las donaciones fueron mayores que las permitidas por la legislación electoral. Keiko argumentó que las acusaciones en su contra eran «irresponsables», mientras que su defensa alegó pruebas insuficientes. El JNE desestimó todas las acciones por infundadas, en la que declaró que «no incurrió en la conducta prohibida de ofrecer o entregar dinero o regalos con el fin de obtener votos». Este desenlace inició sospechas de que tales exclusiones se hicieron a favor de su candidatura, lo que generó críticas por la falta de criterios claros en la aplicación de las normas.
Keiko se mantuvo a la vanguardia de las encuestas durante la primera vuelta. Con la descalificación de Acuña y Guzmán, sus principales opositores fueron el economista y exministro de centroderecha Pedro Pablo Kuczynski (PPK), la psicóloga de izquierda y congresista Verónika Mendoza y el exdiputado Alfredo Barnechea. También fueron candidatos Alan García y Alejandro Toledo, dos expresidentes con posibilidades reducidas en parte porque se vieron obstaculizados por las investigaciones y revelaciones de la Operación Lava Jato.
En el aniversario del autogolpe de 1992, más de 50 000 manifestantes, en su mayoría jóvenes bajo convocatoria del colectivo social sin ánimo de lucro No a Keiko, protestaron por su candidatura a gritos de órdenes como «Fujimori nunca más» en la Plaza San Martín. Tal como lo hizo en las últimas elecciones, se comprometió a no perdonar a su padre, pero prometió que seguiría luchando en los tribunales por su liberación; afirmó que esta fue una decisión tomada por la familia. Keiko mantuvo en esta elección un alto índice de rechazo, de alrededor del 45 % según Ipsos, derivado principalmente del legado negativo de su padre, que intentó nuevamente irse. Este proceso de remoción, sin embargo, se intensificó, llevándola a apoyar la indemnización a las mujeres víctimas de esterilizaciones forzadas durante la década de los noventa y a elogiar por primera vez a la Comisión de la Verdad y Reconciliación, responsable de detallar las violaciones de derechos humanos cometidas entre 1980 y 2000 por Sendero Luminoso y el gobierno.
El 9 de abril, fecha de la primera vuelta, alcanzó el 39,8 % de los votos, superando a PPK (20,9 %) y Verónika Mendoza (18,9 %). Fuerza Popular obtuvo la mayoría absoluta en el Congreso ganando 73 de los 130 curules disponibles. Después de que se dieron a conocer los resultados, dijo: «Este nuevo mapa político que se ha dibujado nos muestra claramente que el Perú quiere la reconciliación, que no quiere más peleas». Sin embargo, como no obtuvo la mayoría absoluta de votos, se programó una segunda vuelta para el domingo 5 de junio.
En la nueva etapa de la campaña, Keiko viajó por todo el país, donde su padre era bastante popular, mientras PPK hablaba con posibles aliados e intentaba presentarse como un candidato de centro capaz de atraer el voto antifujimorista. Keiko mantuvo el favoritismo en las encuestas, pero su campaña sufrió algunos contratiempos a partir de mediados de mayo, cuando los medios de comunicación revelaron que su principal aportante, el congresista Joaquín Ramírez, estaba en investigación por la Drug Enforcement Administration bajo sospecha de blanqueo de capitales. Según una investigación de la emisora de Univision y el dominical Cuarto Poder, la DEA tenía una grabación en la que Ramírez le decía a un piloto comercial: «¿Tú sabes que la china — Keiko— me dio 15 millones de dólares en la campaña anterior para lavarlos para la campaña de 2011, y yo los lavé a través de una cadena de grifos?». La DEA descartó que estuviera en investigación a Keiko, quien negó estar involucrada en el caso o haberle dado dinero a Ramírez. Años más tarde, el periodista Augusto Thorndike —que trabajaba en Cuarto Poder cuando ocurrió la denuncia— confesó en el programa Beto a Saber que el reportaje de la investigación era falsa y todo fue armado por la directora periodística de América Televisión colombiana Clara Elvira Ospina. Sin embargo, su imagen comenzó a verse afectada, principalmente por los temerosos de que el país se convirtiera en un narcoestado con su elección, motivada por algunos comentarios de su opositor en campaña Kuczynski (PPK). En el mismo período, los fiscales anunciaron que investigaban sospechas de blanqueo de capitales y otras irregularidades en su campaña, a la que se consideró una víctima de una campaña de desprestigio, y desestimó los cargos. En los últimos días antes de la votación, líderes de izquierda, como Mendoza, anunciaron su apoyo a PPK. A principios de junio, otra marcha organizada por movimientos sociales contra Keiko reunió a miles de personas en la capital del país, y compartida masivamente en redes sociales, con el título de «No es odio, es amor al Perú».  Según los institutos de investigación, esta segunda marcha fue definitiva para que los indecisos mostraran apoyo hacia el PPK.
El recuento de votos en la segunda vuelta llevó mucho tiempo. Debido al estrecho voto de los candidatos, la prensa nacional e internacional —en menor medida— comenzó a considerar a PPK como el «presidente virtual» recién el jueves 9 de junio, cuatro días después de la votación. En ese momento, había obtenido el 50,12 % de los votos válidos, frente al 49,88 % de Keiko. El 10 de junio, Keiko reconoció su derrota, dijo que su partido haría una oposición «vigilante» y le deseó suerte al presidente electo. También afirmó que PPK ganó las elecciones con la ayuda de «promotores del odio» y «poder político del gobierno saliente, poder económico y poder mediático».

#### Postcampaña de 2016 y prisión preventiva

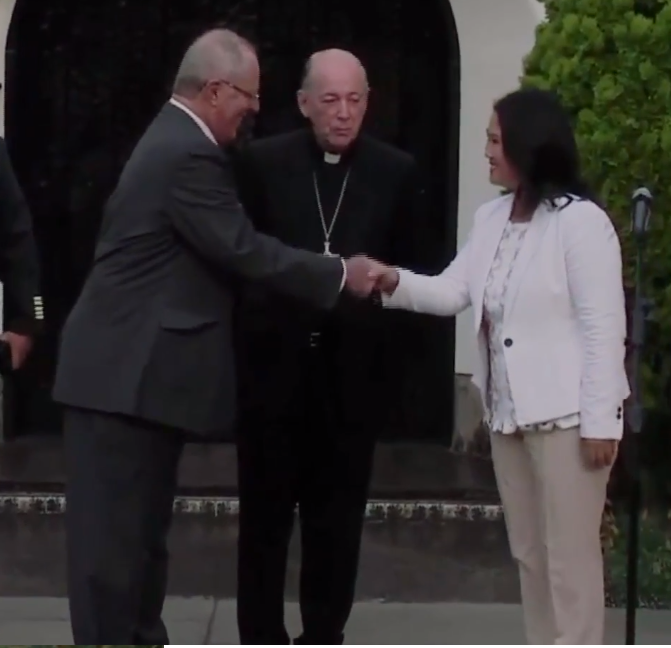
Keiko saluda al presidente PPK en un encuentro promovido por el cardenal Juan Luis Cipriani, en diciembre de 2016.

Después de las elecciones de 2016, Keiko era la principal líder de la oposición del gobierno de PPK mientras se defendía de las acusaciones de que había mantenido relaciones espurias con la constructora Odebrecht. En diciembre de 2017, apoyó el proceso de vacancia presidencial a PPK. Su hermano, el congresista Kenji Fujimori, se pronunció en su contra, lo que acentuó la disputa sobre el legado fujimorista y el liderazgo opositor. En marzo de 2018, PPK dimitió tras ser acusado de comprar votos en contra de su destitución. En ese momento, el parlamentario se registró mientras negociaba votos a favor de Kuczynski en los denominados kenjivideos, que a su vez le otorgaría un indulto a Alberto, lo que, de hecho, hizo el presidente. Cuando se dieron a conocer las grabaciones, Keiko, acusada de ser una de las responsables de la divulgación, condenó las acciones del hermano que, al ser destituido por el Congreso en junio de 2018, dijo: «Keiko, felicitaciones, aquí tienes mi cabeza en bandeja». La disputa entre los hermanos Fujimori también se debió a que, si bien Keiko defendía una visión más moderada del fujimorismo, Kenji representaba la parte más dura de esta ideología. En la segunda vuelta de las elecciones de 2016, Kenji no votó por su propia hermana porque se negó a comprometerse con la liberación de Alberto y mantuvo un discurso que reconoció los errores del gobierno de su padre. Cuando la lidereza de Fuerza Popular perdió, Kenji dijo que se postularía para presidente en 2021, algo que Keiko esperaba repetir por tercera vez consecutiva, cosa que este posteriormente declararía que crearía otro partido para postularse, separándose de Fuerza Popular con otros disidentes.
El cargo presidencial de Pedro Pablo al renunciar pasó el 23 de marzo al ingeniero civil Martín Vizcarra, mismo día en que Fujimori le saludó y le deseó «éxito» en su gestión mediante su cuenta de Twitter. No obstante, criticó duramente en agosto el referéndum constitucional propuesto por Vizcarra debido a que incluyó entre la votación si la ciudadanía quería o no la reelección de congresistas y el retorno de la bicameralidad afirmando que las propuestas «evidencian un populismo centralista» y pidió al presidente que «deje de ver a los congresistas como sus enemigos», todo esto debido a la mayoría parlamentaria que tenía su bancada en el Congreso y para que finalmente se termine aprobando la no reelección de parlamentarios y el rechazo a la bicameralidad mediante el voto popular. El 10 de octubre, Keiko fue detenida en prisión preventiva por cargos de lavado de dinero. La detención fue solicitada por la fiscalía, quien la acusó de recibir ilegalmente dinero de Odebrecht en su campaña a la presidencia en 2011. La orden de detención señalaba que ella lideraba una «organización criminal dentro del partido Fuerza 2011 [actual Fuerza Popular]». En respuesta, escribió: «Esto se llama persecución política [...] sin pruebas en mi contra, estoy privada de mi libertad, con la cabeza en alto y el espíritu intacto». El 18 de octubre fue liberada luego de que su apelación fuera admitida por la Audiencia Nacional. Sin embargo, el 31 de octubre fue detenida nuevamente cuando se ordenó su prisión preventiva de tres años por cargos de lavado de activos y «alto riesgo de fuga» ordenado por el juez Richard Concepción Carhuancho. Keiko apeló para ser puesta en libertad pero fue rechazada por la Corte Superior de Justicia en enero de 2019. A principios de agosto del mismo año, la Corte Suprema del país, ante un impasse entre sus miembros, pospuso la decisión con respecto a su solicitud de liberación. En medio de las investigaciones, en septiembre el diario La República reveló que Fujimori usaba el seudonimato junto a los demás integrantes de la cúpula de Fuerza Popular en un grupo de Telegram llamado «Grupo Titanio» donde se manejaban todas las decisiones más importantes del partido y en el que ella utilizaba el seudónimo de «Ruth». A inicios de diciembre, el diario digital IDL-Reporteros expuso que José Camayo, empresario investigado por el caso «Los Cuellos Blancos del Puerto», indagación que estaba involucrada con el partido que Fujimori lideraba, declaró ante el Equipo Especial Lava Jato que la «Señora K» —personaje involucrado en corrupción— era la líder fujimorista, lo que anteriormente había sido rechazado por ella misma, según especialistas esto tendría repercusión en su investigación. Transcurrido un mes, el tribunal decidió, por cuatro votos contra tres, otorgarle un habeas corpus con motivo de la nulidad de la prisión preventiva por vulneración de su derecho a la libertad ulteriormente de que su hermana Sachi lo haya presentado en julio. Justo antes de la decisión, su esposo Mark Vito inició una huelga de hambre en un campamento instalado frente a la prisión donde estaba detenida. El 28 de enero de 2020, el juez Víctor Zúñiga Urday volvió a imponerle un mandato de prisión preventiva en su contra por nuevamente presuntos cargos de lavado de activos provenientes de la empresa Odebrecht por quince meses en la cárcel. Posteriormente, el jueves 30 de abril la Segunda Sala Penal de Apelaciones Nacional Permanente Especializada en Crimen Organizado revocó la medida y salió en libertad bajo fianza el 5 de mayo del mismo año. En mayo de 2023, un juez prohibió a Fujimori salir del país por tres años.

### Elecciones generales de 2021

Keiko Fujimori y Patricia Juárez.

Tras unos meses alejada del enfoque de los medios y de su partido, el 25 de septiembre anunció su retorno total, donde sostuvo que estaba «trabajando en la renovación» del mismo. Un mes más tarde, el 30 de noviembre tuiteó, aún investigada por el Equipo Especial del Caso Lava Jato, que había oficialmente presentado su precandidatura presidencial en los comicios de Fuerza Popular a miras de las elecciones presidenciales de 2021 acompañada del expresidente del Congreso, Luis Galarreta Velarde para la primera vicepresidencia y la abogada exdirigente de Solidaridad Nacional, Patricia Juárez Gallegos para la segunda. Su plan de gobierno titulado como Rescate 2021 que tuvo como jefe al empresario Hernando Guerra García se centró en ejercer el cargo con «mano dura», fortaleció la seguridad ciudadana brindando calidad policial, en la lucha contra la pandemia de COVID-19 en Perú con el rastreo de contactos, asistencia alimentaria y pruebas moleculares masivas, la reactivación económica detrás de la paralización de esta debido a la epidemia antes mencionada con la generación de trabajo formal, obras comunales, impulso de emprendimientos, eliminar la cuarentena y el toque de queda y reabrir durante todo el día los supermercados a fin es evitar más contagios de coronavirus ya que habría así menos aglomeraciones, mientras que para la gobernabilidad una reforma política para «poner y acotar el tema de la vacancia presidencial, así como los pedidos de cuestiones de confianza» sin cambiar la Constitución de 1993 en su totalidad.
Fuera de su plan de gobierno garantizó un gabinete ministerial multipartidario y abierto y aseguró que su premier no sería fujimorista. Además se comprometió a que en el primer día de su supuesto gobierno duplicar el monto que reciben los beneficiados del Programa Nacional de Asistencia Solidaria Pensión 65 bimestralmente «para poder apoyar directamente a la población más afectada» tras haber conversado con un «equipo de economistas» según puntualizó, incluir a 500 mil personas más en dicho programa social creado a propuesta del exmandario Ollanta Humala en su gobierno y revisar el Impuesto Selectivo al Consumo (ISC) para reducir el precio del combustible y del gas. Asimismo, en temas sociales ella aseguró que defiende los «derechos de las personas» y se mostró de acuerdo a la unión patrimonial pero no al matrimonio para parejas del mismo sexo. A diferencia de las anteriores elecciones en las que aseguró que no iba a perdonar a su padre Alberto, en esta se arrimó más a la figura del expresidente y manifestó: «Es verdad que hubo un distanciamiento —en el 2016—, no lo voy a negar, pero después de las conversaciones que he tenido con mi padre, intercambio de cartas, el año que estuvo en libertad nos pudimos acercar bastante y hemos comprendido cosas ambos [...] Mi padre no está en el centro de la campaña [...] hay un acercamiento a mi padre, sí, y estoy contenta porque esté a mi lado y me respalde políticamente». De igual modo expresó que según ella el fujimorato «no fue dictadura, pero por momentos fue autoritario», así como prometió que de llegar a ser gobierno lo indultaría.
Después de la vacancia presidencial contra Martín Vizcarra que toda su bancada en el parlamento apoyó, la asunción del presidente del Congreso Manuel Merino al poder ejecutivo por línea de sucesión presidencial y las manifestaciones y disturbios a nivel nacional que fueron reprimidas por la Policía Nacional del Perú llevando a la muerte de Brian Pintado e Inti Sotelo, el 15 de noviembre, horas más tarde del asesinato de los jóvenes, por medio de Twitter lamentó lo sucedido, marcó la situación de «insostenible», incluso consideró que si no renunciaba Merino a su cargo como presidente, «debe ser censurado hoy mismo» y que los congresistas del partido que presidía apoyarían la medida. El 9 del siguiente mes venció oficialmente los comicios internos de su partido con los votos de 37 delegados para una lista única, con lo que empezó su campaña presidencial para las próximas elecciones 2021. La candidatura comenzó complicada, justo ese mismo día el diario Perú21 difundió una encuesta nacional de Datum con la que aseguraba que el 63 % de los peruanos «nunca votaría» por ella. Más adelante, el 21 de diciembre el Jurado Nacional de Elecciones a través de una resolución con fecha del día anterior declaró a la plancha presidencial de Fuerza Popular como «inadmisible» y le dio dos días para subsanar las observaciones, los cuales fueron reparados y esta admitida. Posteriormente a solo un mes de que inicien los comicios a nivel nacional, el fiscal José Domingo Pérez, titular del Primer Despacho de la Fiscalía Supraprovincial Corporativa Especializada en Delitos de Corrupción de Funcionarios – Equipo Especial, presentó acusaciones contra ella y 41 personas más ante el despacho del juez Víctor Zúñiga solicitando unos 30 años y 10 meses de cárcel para la excongresista por presuntos delitos de crimen organizado, lavado de activos, obstrucción a la justicia y falsa declaración en procedimiento administrativo tras finalizar la investigación preparatoria del caso, adicionalmente señaló que de lograr una sentencia condenatoria, se pediría la disolución y liquidación de Fuerza Popular. Respecto a esto, Fujimori se pronunció mediante un tuit desaprobando la labor del agente del ministerio público que quiere «ahora meterse en la recta final de la primera vuelta» y aseveró que seguirá «enfrentando esta persecución» continuando su campaña electoral.
En las encuestas de la primera vuelta, ella se mantuvo entre los primeros cinco puestos, tuvo resultados mucho menores a lo obtenido en las elecciones pasadas y liderando el rechazo del electorado entre los demás candidatos presidenciales. Sus principales rivales fueron el exfutbolista y exalcalde del distrito limeño de La Victoria George Forsyth, la psicóloga y excongresista Verónika Mendoza, el economista Hernando de Soto, el empresario Rafael López Aliaga, el abogado y excongresista Yonhy Lescano y el profesor Pedro Castillo.

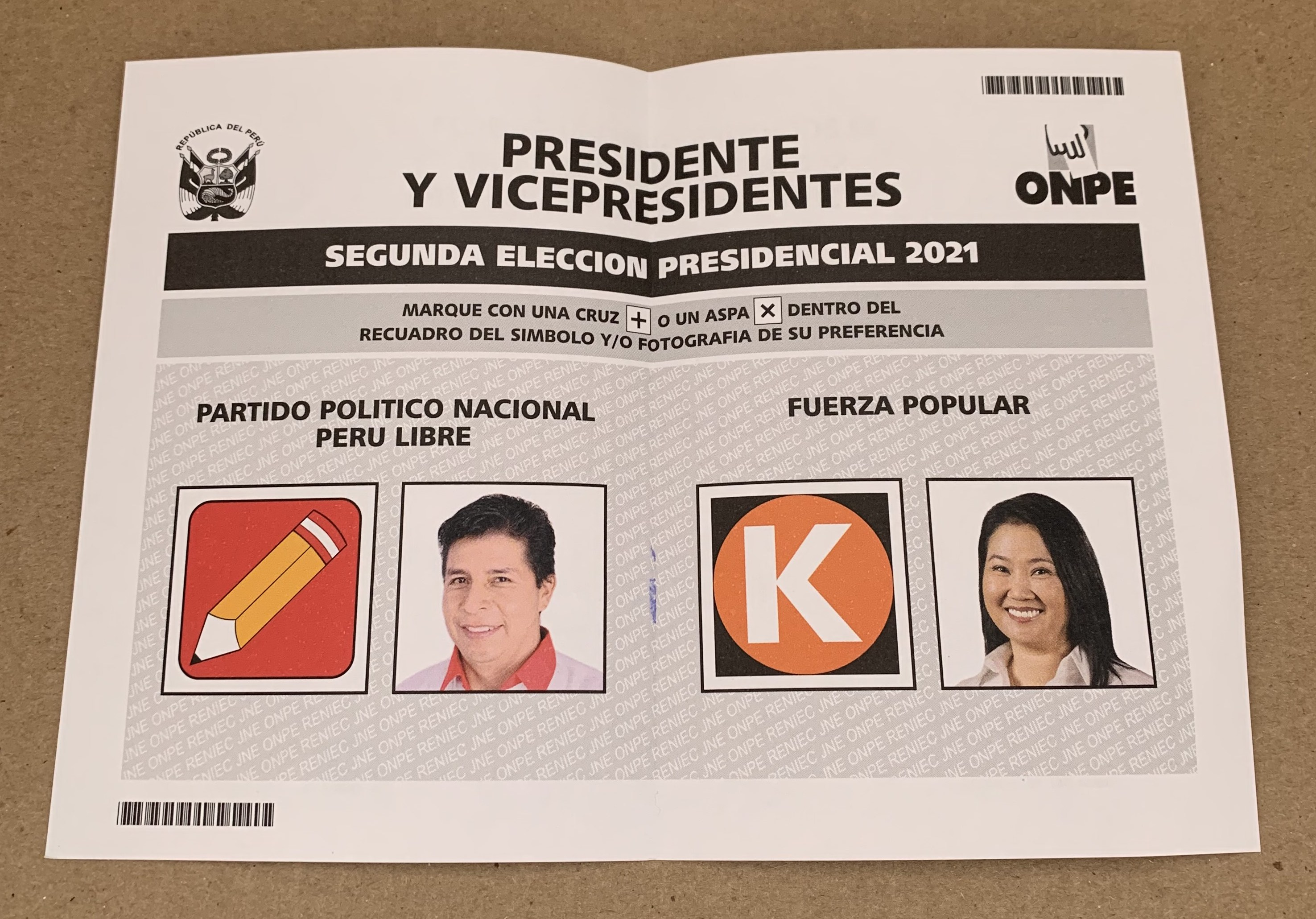
Papeleta de votación para la segunda vuelta de las elecciones presidenciales.

El 11 de abril, fecha de la primera vuelta, Keiko se posicionó en segundo lugar alcanzando el 13,4% de los votos solo por debajo de Pedro Castillo (18.9%) y superando por menos de un 2% a los candidatos Rafael López Aliaga (11.8%) y Hernando de Soto (11.6%). El liderazgo de Castillo sorprendió «al tomar la delantera en unas elecciones con un electorado muy fragmentado», mientras que Fujimori «atropella a los opositores en la recta final de una campaña muy feroz —con varios candidatos técnicamente empatados en las urnas— y marcada por medidas restrictiva en las calles debido a la pandemia del covid-19. Terminó superando a otros dos nombres fuertes de la derecha que fueron altamente calificados, Hernando de Soto y Rafael López Aliaga».
Tras enterarse de los resultados oficiales, realizó una conferencia de prensa en la que afirmó que su contrincante Castillo «ha planteado la vieja tesis comunista de la lucha de clases, del odio y la confrontación» y agregó que ella por el contrario propone un «reencuentro de los peruanos» después de la «crítica, confrontación, odio, venganza» que se ocasionó hacia el fujimorismo por el accionar del mandato de su padre. Para ella, la segunda ronda sería una batalla entre «los mercados y el marxismo». La candidata prometió defender la democracia, la libertad de expresión, se disculpó por los errores de su partido y el suyo, y dejó de usar el color característico de su asociación, el naranja, para vestir la camiseta de la selección de fútbol del Perú. Contra Castillo, la derecha la abrazó como el «mal menor», incluyendo a personajes históricos antifujimoristas como el escritor Mario Vargas Llosa, quien le atribuyó «más posibilidades de salvar nuestra democracia, en tanto que con Pedro Castillo no veo ninguna».
Posteriormente, el 18 de mayo, la candidata Fujimori presentó presencialmente a su equipo técnico en su local partidario del distrito de la provincia limeña de La Molina, sus escogidos fueron el geólogo y exsenador Rafael Belaúnde, el empresario y exministerio de Vivienda, Construcción y Saneamiento Carlos Bruce, el economista Eugenio D' Medina, la abogada y exregidora del distrito limeño de San Isidro Andrea Lanata, el ingeniero de minas y excongresista Rómulo Mucho, el empresario Luis Ovalle, el médico José Recoba, el ex primer vicepresidente Máximo San Román, el economista Marco Vinelli y la virtual congresista Norma Yarrow, mientras que virtualmente fueron expuestos el abogado y ex primer vicepresidente Francisco Tudela y el militar en retiro y expremier Óscar Valdés. Igualmente seis días más tarde presentó a más que se sumaron, entre los que se encontraban el exdirector de los Juegos Panamericanos de 2019 Carlos Neuhaus, la abogada y fondista Inés Melchor, el ingeniero agroindustria y creador de las galletas contra la anemia Julio Garay, la exvoleibolista y excongresista Cecilia Tait, la consultora en temas de saneamiento Bertha María Carrillo, el administrador en negocios internacionales Giancarlo Contreras, el oficial en retiro Carlos Felipa, el deportista Óscar Fernández, el abogado Julio García, el ingeniero e investigador Rubén Gómez, el especialista en planeamiento y gerencia de proyectos e ingeniero de mina Leopoldo Monzón, el administrador Daniel Hermoza y el médico Ricardo Pun Chong.

#### Postcampaña de 2021
Después de que Castillo tomara la delantera durante el recuento de votos en la segunda vuelta de las elecciones, Fujimori difundió afirmaciones infundadas de fraude electoral. Según The Guardian, varios observadores internacionales contrarrestaron las afirmaciones de Fujimori, declarando que el proceso electoral se llevó a cabo de acuerdo con los estándares internacionales. Los observadores electorales de la Unión Interamericana de Organismos Electorales, la Organización de los Estados Americanos y la Internacional Progresista negaron la existencia de fraude generalizado y elogiaron la precisión de las elecciones.Incluso el Departamento de Estado de los Estados Unidos declaró que las elecciones peruanas de 2021 fueron un «modelo de democracia» en América Latina. 
Las declaraciones de Fujimori sobre la posible anulación de las elecciones fueron descritas como inspiradas por los intentos de anular las elecciones presidenciales de Estados Unidos de 2020 por el expresidente estadounidense Donald Trump. The Guardian también informó que analistas y observadores políticos criticaron las declaraciones de Fujimori, señalando que la hacían parecer desesperada tras perder su tercera carrera presidencial en un periodo de diez años. Si hubiera sido elegida presidenta, las investigaciones criminales contra Fujimori habrían sido suspendidas hasta julio de 2026. Anne Applebaum escribió en The Atlantic que «lo que está en juego a nivel personal es mucho. [...] Fujimori pasó anteriormente un año en la cárcel mientras esperaba juicio por presuntamente recolectar contribuciones ilegales para su campaña, y podría concebirse que sea enviada de nuevo».
En diciembre de 2021, el fiscal José Domingo Pérez informó que Fujimori recibió un millón de dólares de la División de Operaciones Estructuradas de Odebrecht que fueron entregados a través de cuentas intermediarias offshore de la empresa Construmaq de Gonzalo Monteverde. Domingo Pérez afirmó tener 1 900 pruebas para determinar que existía un grupo criminal dentro de Fuerza Popular.

## Imagen cultural y política

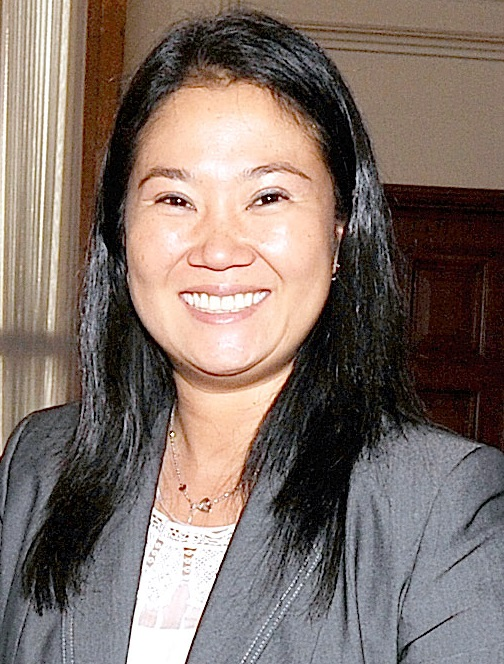
Fujimori en octubre de 2010

Keiko es vista como una mujer autoritaria, conservadora, populista, de derecha y extrema derecha, además de una figura polarizadora. Según ella, el Perú se debe liderar con «mano dura» y la democracia «no puede ser débil; debe sustentarse en un sólido principio de autoridad». The New York Times escribió que su movimiento político se creó «para ayudar a blanquear» el legado de su padre Alberto.
A pesar de que el fujimorismo contaba, para 2016, con el apoyo de un tercio de la población y se convertía en la corriente de derecha más fuerte de América Latina, también existe un fuerte rechazo hacia Keiko por ser la heredera política de su padre, por no deslindar de él por los abusos cometidos durante su gobierno, y por representar en su figura el autoritarismo, la corrupción y el abuso de poder y ser vista como una amenaza para la democracia. Este rechazo está consolidado en un considerable movimiento político, el antifujimorismo, compuesto por varios partidos y organizaciones sociales de todo el espectro político, tanto de izquierda como de centro y de derecha. Además, es una defensora del modelo económico neoliberal (Fujishock) instaurado durante el gobierno de su padre a partir del autogolpe de 1992, el cual si bien sus simpatizantes lo defienden como el modelo que estabilizó la economía tras una fuerte hiperinflación y que ayudó a muchas personas a salir de la pobreza, sus detractores señalan que el modelo aumentó las desigualdades entre la población. Así mismo, está ligada a las clases más acomodadas del país y al sector empresarial, ambas radicadas mayormente en Lima, la capital. En el ámbito financiero, se le relaciona tanto con grandes empresas locales como con multinacionales. Uno de sus bastiones electorales más fuertes ha sido la costa norte del país, región cuya población se caracteriza por ser socialmente más conservadora, la cual brinda su apoyo a Keiko en parte por el recuerdo positivo al gobierno de su padre.
Derrotado en las elecciones presidenciales de 1990 por Alberto Fujimori, el escritor Mario Vargas Llosa fue una de las voces más críticas hacia Keiko, aunque su opinión sobre ella ha cambiado con el tiempo. Durante su candidatura a las elecciones presidenciales de 2011, Vargas Llosa dijo que «la peor opción es la de Keiko Fujimori pues significa la legitimación de una de las peores dictaduras que ha tenido el Perú en su historia», mientras que durante su postulación a las elecciones presidenciales de 2016, afirmó, «Keiko es la hija de un asesino y de un ladrón que está preso, juzgado por tribunales civiles con observadores internacionales, condenado a 25 años de cárcel por asesino y por ladrón. No quiero que gane las elecciones». No obstante, cuando ella se enfrentó ante el candidato izquierdista Pedro Castillo en las elecciones presidenciales de 2021, el escritor la respaldó como «la menor de dos males». Michael Shifter, profesor y presidente del Diálogo Interamericano, afirmó que ella tenía «cierta capacidad política» y «construyó una base de apoyo». Sin embargo, consideró que la permanencia de los funcionarios del gobierno de Fujimori en su equipo «genera resistencias en sectores de la sociedad que tienen mala memoria de años de violaciones a los derechos humanos, corrupción y un ambiente muy polarizado».
Conforme una encuesta de Ipsos en marzo de 2016, el 27 % de los votantes «definitivamente no votarían» por ella. A principios de 2018, Fujimori registró un índice de aprobación de alrededor del 30 %. Para julio de ese mismo año, su aprobación pública había caído al 14 % y su desaprobación había aumentado a más del 88%, la caída en su índice de aprobación se correlacionó con las acusaciones que la colocaron en medio del escándalo de Odebrecht. Antes de las elecciones presidenciales de la primera ronda en 2021, la encuesta de Ipsos encontró que el 66,3 % de los encuestados definitivamente no votaría por ella, el 7,1 % probablemente no votaría por ella, el 16,3 % probablemente votaría por ella y el 7 % definitivamente votaría por ella, mientras que la encuesta Datum difundida en el diario Perú 21 obtuvo que el 63 % nunca votaría por ella como presidenta. Por otro lado, la XXXIX Encuesta del Poder de Semana Económica e Ipsos Perú realizada en el 2019 situó a Fujimori como la mujer más poderosa del país.

## Cine
- Su nombre es Fujimori (2016), documental dirigido por Fernando Vílchez. Se muestra una retrospectiva del fujimorato y la relación que tuvo Keiko con el gobierno de su padre,[313][277] el estreno fue parte de la campaña opositora al fujimorismo durante el balotaje de las elecciones presidenciales de 2016 disputando la presidencia con Pedro Pablo Kuczynski.[314][315]
- Nunca más Señora K (2021), documental dirigido por Fernando Vílchez bajo la producción periodística de Claudia Cisneros, Eliana Carlin y Larry Chalhuanca. Recoge testimonios y declaraciones de lo sucedido durante el mandato de Alberto Fujimori además de políticos que enfrentaron a Fuerza Popular cuando tuvo mayoría en el Congreso del 2016 al 2019 bajo el liderazgo de Keiko. Su aparición fue parte de la campaña antifujimorista durante la segunda vuelta de las elecciones presidenciales de 2021 en donde se enfrentaba a Pedro Castillo.[316][317]